# Araki jezik
Araki jezik (ISO 639-3: akr), jedan od 24 zapadnih santo jezika šire Sjeverne i centralne vanuatske jezične skupine, kojim govori možda osam ljudi na otoku Araki u Vanuatuu. Govornici ovog jezika stariji su članovi dvije obitelji. 
Prijeti mu izumiranje. U upotrebi je i tangoa [tgp].

## Vanjske poveznice
- Ethnologue (14th)
- Ethnologue (15th)